# Leo Mock
Leon Mock (roepnaam: Leo) (Amsterdam, 11 augustus 1968 – aldaar, 31 augustus 2023) was een Nederlandse academicus, schrijver, theoloog en rabbijn.

## Biografie
Mock groeide op in Amstelveen. Hij is de zoon van Minny Mock-Degen, een Nederlandse cultureel antropologe, en Harry Mock. Zijn ouders richtten in 1978 samen de Joodse uitgeverij Amphora Books op.
Mock was altijd zeer geïnteresseerd in het Jodendom. Hij volgde studies aan verscheidene Jesjivot. Daarna studeerde hij Joodse geschiedenis aan de Bar Ilan universiteit. In 2015 is hij cum laude gepromoveerd aan Tilburg University op het onderwerp: 'Het begrip Ruach Raäh in de rabbijnse responsaliteratuur van na 1945: een case study in de relatie tussen kennis over de fysieke wereld en traditionele kennis', een verschijnsel op de grens tussen magie en Talmoed.
Hij overleed op 31 augustus 2023 op 55-jarige leeftijd.

## Loopbaan
Mock doceerde gedurende zijn loopbaan aan verschillende universiteiten. Hij publiceerde boeken en academische artikelen. Ook schreef hij columns voor Crescas en leverde bijdragen aan de rubriek Sidra in het Nieuw Israëlietisch Weekblad (NIW). Daarnaast verzorgde hij cursussen en gaf hij lezingen, onder meer voor Crescas en Limmoed Nederland.
Via verschillende organisaties zette hij zich in voor de interreligieuze dialoog. Hij was onder andere actief binnen het OJEC en stichting PaRDeS.

## Publicaties door Mock

### Boeken
- Aan tafel bij de rabbijn - een boek over eten en drinken vanuit bijbels en rabbijns perspectief, in co-auteurschap met Rabbijn R. Evers (1999)[9]
- Zappen door de Talmoed - een kijkje in de Talmoedische wereld middels circa zestig korte artikelen over een breed scala aan onderwerpen die de Talmoedische mens toen bewogen (2002)[10]
- Surfen op de zee van de Talmoed - een boek dat inzicht in de Talmoedische wereld biedt middels ruim veertig korte columns (2006)[11]
- In de marge van de Parsje: Notities bij de wekelijkse Tora-lezing - een boek waarin de wekelijkse Tora-lezing wordt behandeld en geannoteerd (2008)[12]
- Kabbala: een introductie tot de joodse mystiek - luisterboek over de Kabbala (2008)[13]
- Spreuken over de Fundamenten: Joodse wijsheid voor de mensheid - een boek waarin de Spreuken der Vaderen (Pirké Avot) worden behandeld, in co-auteurschap met Marcel Poorthuis (2009)[14]
- Geloven in de dialoog (red.) - een boek over de joods-christelijke dialoog in Nederland, samen met Eric Ottenheijm en Simon Schoon (2010)[15]
- Abraham/Ibrahim: De spiritualiteit van gastvrijheid - een boek waarin de visies op de gastvrijheid van Abraham vanuit het jodendom, christendom en islam aan bod komen, samen met Juliëtte van Deursen en Marcel Poorthuis[16]
- Het begrip 'Ruach Ra'a' in de rabbijnse responsliteratuur van na 1945: Een casestudy in de relatie tussen kennis over de fysieke wereld en traditionele kennis - het proefschrift van Leon Mock (2015)[17]
- Mosje, Mozes, Moesa: de man Gods in interreligieus perspectief - een boek over een centrale figuur vanuit het persectief van het Jodendom, Christendom en de Islam, samen met Esther van Eenennaam, Abdoellah Moulay en Marcel Poorthuis (2019)[18]
- Esther en Poerim: een verhaal met veel gezichten (red.) - de Esthernovelle belicht vanuit meerdere perspectieven, samen met Bas van den Berg en Marcus van Loopik (2020)[19]
- Geloven in geweld? Interreligieuze beschouwingen over religie en geweld (red.) - een bundel waarin maatschappelijke vraagstukken uit verschillende perspectieven worden belicht, samen met Eric Ottenheijm en Simon Schoon (2020)[20]
- Zorg voor de aarde, herstel van de wereld (red.) - een boek dat gaat over existentiële vragen vanuit verschillende tradities, samen met Bas van den Berg (2020)[21]
- The Concept of ›Ruach Ra‘ah‹ in Contemporary Rabbinic Responsa (1945–2000): Possible Relations between Knowledge of the Physical World and Traditional Knowledge in Rabbinic Judaism - Engelstalige publicatie van het proefschrift van Leon Mock (2021)[22]

### Hoofdstukken in boeken
- ‘Twee volken zijn er in je schoot’: Mythisch denken en de joods-christelijke dialoog in: 'De ander als geheim: over mogelijkheden en grenzen van de joods-christelijke dialoog' (2007, pp 61-72)[23]
- Het geheim van de schemering: Een religieus-mystieke lezing van Bialiks ‘Breng me onder jouw vleugelen’ in: 'Transformerende poëzie: van de Psalmen tot Lucebert' (2016, pp 158-172)[24]
- We do not pray, we invent: Jews, Judaism and Jewish mysticism in the video game Wolfenstein. The New Order in: 'Religious stories in transformation: Conflict, revision and reception' (2016, pp 376-398)[25]
- Mijn visie op het Jodendom in: 'Ons Jodendom' (2017, pp 183-196)[26]
- Mozes onze leraar: Mozes als model voor leraarschap bij de rabbijnen in: 'Modellen van leraarschap: van Jesaja tot Bioshock (2017, pp 94-106)[27]
- ‘A Common Minhag’ – on the Custom Not to Drink Water during the Tequfah in Contemporary Rabbinic Orthodox Responsa in: 'Oriental Studies and Interfaith Dialogue: Essays in Honour of József Szécsi' (2018, pp 275-287)[28]
- ‘Stay Here with the Ass’: A Comparing Exegetical Study between Cyril’s Fifth Festal Letter and Rabbinic Exegesis in Babylonian Talmud and Genesis Rabbah 56:1–2 in: 'Hebrew Texts in Jewish, Christian and Muslim Surroundings' (2018, pp 264-277)[29]
- Mosjé de man-God(s): Genres en teksten over een profeet in: 'Mosje, Mozes, Moesa: de man Gods in interreligieus perspectief' (2019, pp 11-40)[30]
- From Church to Synagogue: the Bankras Church (Amstelveen, the Netherlands) as a Case from the Responsa in: 'Jerusalem and Other Holy Places as Foci of Multireligious and Ideological Confrontation' (2020, pp 258-274)[31]
- ‘I Will Wash My Hands in Innocence; so I Will Go around Your Altar’ (Ps 26:6): The Washing of Hands in Rabbinic Judaism in: 'Rituals in Early Christianity' (2020, pp 282–296)[32]
- Some Observations on the Importance of Questions in Rabbinic Tradition and Halakhah in: 'Asking Questions in Biblical Texts' (2022, pp 321-333)[33]
- ‘Idolatry’ in Rabbinic Discussion: To Destroy, to Bury or Something Else? Some Observations on the Subject of ‘Idolatry’ in Rabbinic Questions and Answers on the Internet in: 'Religiously Exclusive, Socially Inclusive - A Religious Response' (2023, pp 147-162)[34]
- Een voorproefje van een leven van rechtvaardigheid: De masjal in het vroege Oost-Europese chassidisme in: 'Parels van wijsheid: Parabels, fabels en gelijkenissen in de wereldliteratuur' (2024, pp 145-150)[35]

### Academische publicaties
- Were the Rabbis Troubled by Witches? (Zutot vol. 1, 2001, pp 33-43)[36]
- The Synagogue as a Stage for Magic (Zutot vol. 3, 2003, pp 8-14)[37]
- The Magic of Halakhah. A Study in the Ritual of Washing Hands in the Morning After Rising as Described in the Shulhan 'Arukh (OH4) (Zutot vol. 4, 2004, pp 134-141)[38]
- Oral Law, Oral Magic: Some observations on Talmudic Magic (Zutot vol. 5, 2008, pp 9-14)[39]
- Praying Towards the Shekhinah. Some Observations in Maimonides' 'Laws of Prayer' (Zutot vol. 6, 2009, pp 11-16)[40]
- Three Dangerous weeks... Talmudic Perils and (Some) Contemporary Orthodox Rabbi’s (Zutot vol. 7, 2010, pp 57-63)[41]
- De ontwikkeling van het religieuze recht en wetssysteem in het jodendom (Tijdschrift voor Theologie vol. 60/1, 2020, pp 16-36)[42]

### Overige artikelen
- Een tijd om op te bouwen: over het creëren van een joods huis (Tenachon 3, 2004)
- Een tijd om te zoeken: over opvoeding van de jeugd, Bar/Bat mitswa en volwassenheid (Tenachon 7, 2004)
- Een tijd om te dansen: over het ontwikkelen van vriendschappen (Tenachon 10, 2005)
- Een tijd om te scheuren: over kritiek – geven en nemen (Tenachon 13, 2005)
- Een tijd om te zwijgen…om dicht te naaien…stenen weg te werpen: over vrije tijd, kunsten en lichamelijke en geestelijke gezondheid (Tenachon 16, 2006)
- Psalm 25 & 27: de dynamiek van een spiritueel leven (Tenachon maart-april 2007)
- Psalm 44, 52 & 53: over Ballingschap en Verlossing in een gefragmenteerde wereld (Tenachon november-december 2007)
- Psalm 73, 74 & 78: de grote en kleine verhalen van de geschiedenis (Tenachon september-oktober 2008)
- Psalmen 91, 98 & 102: over de binnen- en buitenwereld van de gelovige (Tenachon februari-maart 2009)
- Religieus netwerken met de rabbijnen (Theologie.nl, 1 april 2010)[43]
- Tussen bijbels recht en gerechtigheid (Tijdschrift voor Bijbelse Theologie, maart 2011, pp 13-15)[44]
- ‘Zij is niet in de hemel?’ Over waarheid en onwaarheid bij de rabbijnen (Tijdschrift voor Bijbelse Theologie, juni 2011, pp 17-19)[45]
- Alleen God is God, samen met Niek de Wilde (Tenachon 4, juli 2011, pp 10-17)
- Abraham bracht Isaac voort - over beeld en gelijkenis (Tenachon 6, 2011, pp 6-15)[46]
- “…en met u zullen alle geslachten van de wereld gezegend worden”: over universalisme en particularisme (Tenachon 15, 2013, pp 6-13)[47]
- Laat ons de mens maken’ – of toch maar niet? Midrasj Rabba over de schepping van de mens (Tijdschrift voor Bijbelse Theologie, 2013, pp 31-33)[48]
- Niet in het verborgene heb Ik gesproken: Over transparantheid en openheid in een veranderende wereld (Tenachon 18, 2014, pp 6-14)[49]
- Staf of slang? Over magie en wonder (Tenachon 20, 2014, pp 6-15)[50]
- 'En de eeuwige God is waarheid' (Tenachon 27, juli 2015, pp 6-15)
- "Vanuit mijn lichamelijkheid zal ik God aanschouwen” (Job 19:26)" (Herademing: Tijdschrift voor Spiritualiteit en Mystiek, 2017, pp 13-15)[51]
- 'Zelfs tot honderd keer': Discipline bij de rabbijnen (Tenachon 37, 2018, pp 6-15)[52]
- Een drievoudig koord breekt niet snel, samen met Eric Ottenheijm (Tenachon 44, 2019, pp 16-23)[53]
- Humor in Tenach en Talmoed (Kontekstueel 34/2, 2019, pp 14-17)[54]
- Reflecties op de Joodse Jezus (Theologie.nl, 18 november 2020)[55]
- Herinneren, vergeten en vergeven? (Tenachon 47, 2020, pp 6-14)[56]
- ‘Blijf zitten waar je zit’: Een nieuwe kijk op grenzen (Tenachon 54, 2022, pp 6-15)[57]
- Land als levensgrond, samen met Henk Scholder (Tenachon 57, 2023, pp 6-14)[58]

- Gemeinsame Normdatei: 1244253707
- International Standard Name Identifier: 0000 0000 7089 1532
- Library of Congress Control Number: n2012052113
- Nationale Bibliotheek van Israël: 987007265407405171
- Nederlandse Thesaurus van Auteursnamen: 186535139
- Istituto Centrale per il Catalogo Unico: UBOV137672
- Système universitaire de documentation: 258553170
- Virtual International Authority File: 98062608